# Bescheid, Trier-Saarburg
Bescheid là một đô thị thuộc trong huyện Trier-Saarburg thuộc bang Rheinland-Pfalz, phía tây nước Đức. Đô thị này có diện tích 7,62 kilômét vuông, dân số thời điểm ngày 31 tháng 12 năm 2006 là 411 người.